# 井幡政等
井幡 政等（いばた まさとし、1972年8月20日 - ）は、日本の陸上競技選手。専門は長距離走。富山県出身。高岡向陵高等学校、山梨学院大学商学部卒業。その後、鐘紡（現・花王陸上競技部）を経て、2004年より愛三工業陸上競技部に所属し、引退後、同監督を務めている。身長173cm、体重55kg。弟に元大塚製薬陸上競技部所属の井幡磨。

## 経歴・人物
高岡向陵高校時代は、3年連続で全国高校駅伝に出場、いずれも1区を任され、1年時は区間最下位に終わったが、2年時は区間21位、3年時は区間5位に入った。
1992年山梨学院大学に進学。当時の山梨学院大は、2学年上の広瀬諭史、1学年上の黒木純、1学年下のステファン・マヤカ、尾方剛、藤脇友介、2学年下の中村祐二など、早稲田大学と並ぶ強力なメンバーが揃っていた。
1年時の第68回箱根駅伝では、1区を任され、区間5位と健闘、その後、ジョセフ・オツオリ等の活躍で山梨学院大は悲願の初優勝を飾る。

2年時、第4回出雲駅伝5区（7.0km）では区間賞を獲得し、山梨学院大の連覇に貢献した。第24回全日本大学駅伝でも、2区（13.2km）で、当時学生最強と言われた早稲田大学の渡辺康幸を抑えて、区間賞を獲得した。渡辺は学生三大駅伝において出場した11回中7回区間賞を獲得し、残り4回は区間2位であったが、その内の1回は井幡であり、渡辺に勝った唯一の日本人選手であった（あとの3回は全てマヤカである）。第69回箱根駅伝では4区を走り、区間3位と健闘したが、早稲田大学に優勝を許した。
3年時、第5回出雲駅伝では5区を任されて、前年よりペースが落ちながらも2年連続の区間賞を獲得し、山梨学院大の3連覇に貢献した。第70回箱根駅伝では1区を走り、渡辺に激しく喰らい付き、最後は離されたものの、渡辺が驚異的な区間新記録をマークしたにもかかわらず、井幡も区間新記録の好走を見せ、渡辺とわずか27秒差に抑え、2区に襷を渡した。その後、2区でマヤカが花田勝彦を抜くと、山梨学院大はそのまま2年ぶりの総合優勝を飾り、史上初の11時間を切るタイムを記録した。
4年時、第6回出雲駅伝では、3年連続の5区を任され、またしても区間賞を獲得し、山梨学院大は4連覇を果たした。なお、現在まで出雲駅伝で4連覇以上を成し遂げたのは、山梨学院大のみである。1995年第71回箱根駅伝では4区を任され、区間2位ながらも区間新記録の好走を見せ、山梨学院大は最終的に9区で逆転して優勝を飾り、箱根駅伝2連覇を達成した。 この年を最後に、山梨学院大の総合優勝は無い。
なお、井幡は箱根駅伝で3年時、4年時と連続して区間新記録を樹立したものの、いずれも早稲田大学がそれ以上のタイムを出したため、区間賞を逃しており、また1年時、2年時でも井幡が走った区間で早稲田大が区間賞・区間新記録を樹立している（1年時1区・武井隆次、2年時4区・花田、3年時1区・渡辺、4年時4区・小林雅幸）。
同年の東京シティハーフマラソンでは、33m下り坂という参考記録ながらも、1時間00分55秒の学生記録(当時：2014年に村山謙太が更新)を樹立した。
卒業後は、鐘紡に入社し、1997年の札幌国際ハーフマラソンでは、山梨学院大時代のチームメイトであったマヤカに次ぐ、2位となった。
2000年、第55回びわ湖毎日マラソンでマラソンデビューを飾り、2時間16分40秒を記録し、21位となった。翌2001年、2年連続でびわ湖毎日マラソンに出場し、自己ベストとなる2時間13分26秒を記録し、11位となった。
2004年、愛三工業に移籍する。同年の札幌国際ハーフマラソンで、自己ベストとなる1時間2分30秒を記録した。

## 主な戦績
- 1988年 第39回全国高等学校駅伝競走大会 1区区間47位 33分59秒
- 1989年 第40回全国高等学校駅伝競走大会 1区区間21位 30分55秒
- 1990年 第41回全国高等学校駅伝競走大会 1区区間5位 29分55秒
- 1992年 第68回箱根駅伝 1区区間5位 1時間04分28秒
- 1992年 第24回全日本大学駅伝 2区区間賞 38分46秒
- 1993年 第4回出雲駅伝 5区区間賞 19分58秒
- 1993年 第69回箱根駅伝 4区区間3位 1時間03分18秒
- 1993年 第5回出雲駅伝 5区区間賞 21分13秒
- 1994年 第70回箱根駅伝 1区区間2位 1時間01分40秒（区間新記録）
- 1994年 第6回出雲駅伝 5区区間賞 19分46秒
- 1995年 第71回箱根駅伝 4区区間2位 1時間02分00秒（区間新記録）
- 1995年 95東京シティマラソン 1時間00分55秒

## 自己記録
- 5000m - 13分49秒46（2005年5月21日：ゴールデンゲームズinのべおか）
- 10000m - 28分23秒56（2005年6月15日：ホクレンディスタンス）
- ハーフマラソン - 1時間02分30秒（2004年7月4日：札幌国際ハーフマラソン)
- マラソン - 2時間13分26秒（2001年：びわ湖毎日マラソン）